# Odd Stories (álbum)
Odd Stories es el segundo álbum de estudio de la banda peruana de rock psicodélico The Dead-End Alley Band. Se caracteriza por ser un salto gigantesco del sonido atmosférico de su predecesor, a un sonido pesado, oscuro y desenfadado. El álbum cuenta con ocho temas inéditos compuestos y grabados por Javier Kou y Sebastián Sánchez-Botta, acompañados de Leonardo Alva (guitarras) y Jafer Díaz (batería), contando también en la coproducción con el reconocido músico peruano Chino Burga, de La Ira de Dios. Es considerado como uno de los pocos álbumes peruanos en ser lanzados en cuatro formatos distintos, ya que fue presentado al público en vinilo por el sello alemán Nasoni Records, en septiembre de 2014, así como en casete, a cargo de Inti Records, y en CD, dos meses después, a cargo de Tóxiko Records. En digital fue promovido en las plataformas de streaming más reconocidas como iTunes, Spotify, Google Play, entre otras. Del álbum destaca el sencillo promocional "Devil's Mask", así como el tema de obertura "The Nightmare Goes On" y la sensual "The Cosmic Cry Out". El álbum contó, además, con un bonus track exclusivo para la edición vinilo, titulado "Half Past Dead", y una versión radio edit del tema "Lost Again" para la versión casete. Fue con este álbum, que la banda consolida su alineación en directo y asienta su sonido oscuro.

## Historia
Poco después de lanzado el primer álbum en Europa, las reseñas que éste recogió alimentaron la necesidad de la banda de continuar con el proceso, mejorando lo que había que mejorar y agregando elementos que no habían sido incluidos en el "Whispers of the Night". El resultado fueron ocho temas de corte pesado, que oscilaban entre el stoner, el garage rock y baladas lisérgicas que permitían el desenvolvimiento de los integrantes de la banda en un nivel más natural y no tan parametrado como las baterías secuenciadas del primer LP. A esto, se le sumó la coproducción del Chino Burga, reconocida figura del underground peruano, quien alimentó el sonido puro del "Odd Stories". Las grabaciones tuvieron lugar nuevamente en el estudio casero de la banda, en Lima, durante la segunda semana de mayo de 2013. El hecho de que la otrora dupla estuviese trabajando en un nuevo material, poco después de haber sido lanzado su primera producción, despertó el interés de muchos. Un año después de iniciadas las grabaciones, en mayo de 2014, la banda da por concluida la grabación y ese mismo mes, se anuncia que el lanzamiento sería en otoño del mismo año para Europa, a través del sello alemán Nasoni Records. El lanzamiento se dio el 20 de septiembre de 2014 en Alemania. Dos días después, se haría público en digital y sería lanzado en Holanda, para finalmente ser lanzado en el resto de Europa. A diferencia de su antecesor, el álbum también tuvo repercusión en Japón, abriendo un poco más el mercado. El álbum llegó a Perú a finales de septiembre. Al mismo tiempo, el 20 de octubre, el incipiente sello Inti Records, de Lima, haría público el lanzamiento del "Odd Stories" en casete, y finalmente, el día 18 de diciembre, Tóxiko Records lanzaría el álbum en CD, realizándose un evento de lanzamiento que contó con la participación de las bandas Conan, Cholo Visceral y Kalki.  El 10 de enero del año siguiente, se expande a nivel digital en iTunes, Spotify y otras redes de streaming. Con este álbum, la banda logra expandir el tipo de público local, ya que los sonidos pesados que se mostraban esta vez, hicieron que pudieran calzar en eventos incluso orientados al black metal, y ser muy bien recibidos por muchos más círculos underground en Perú y el extranjero. El sencillo "Devil's Mask" fue incluido en un compilatorio del DJ estadounidense Valis Hertel, titulado "Summer Solstice Vol. 7". El álbum alcanzó el puesto #16 en el Top 20 de los mejores álbumes del 2014 para la radio RadioFloyd en Francia, y nuevamente incluido en la lista de los mejores álbumes del 2014 de la revista TimeMazine FanZine de Grecia. En Perú, "The Cosmic Cry Out" fue incluido entre las mejores canciones del 2014 por el site Rock Achorao', y el álbum fue considerado entre los 100 mejores lanzamientos del año. Al año siguiente, la banda estaría girando Europa, promocionando sus dos lanzamientos.

## Críticas y reseñas
Teniendo ya un nuevo material bajo el brazo, las reseñas no se hicieron esperar, ya que la banda logró superar la temida "crisis del segundo álbum", sobrepasando las expectativas de lo que sería una segunda producción de una banda que venía de hacer sonidos calmados y atmosféricos. Por este mismo motivo, el Odd Stories se convierte en un punto de quiebre para quienes estaban encandilados con el primer sonido de la banda, y para quienes estaban esperando de ella un sonido agresivo. Así, el álbum recoge mejores calificaciones que su antecesor y se convierte en la principal cara de presentación de la banda.

## Lanzamientos
- 20 de septiembre de 2014 (LP)
- 22 de septiembre de 2014 (LP)
- 25 de septiembre de 2014 (LP)
- 30 de septiembre de 2014 (LP)
- 20 de octubre de 2014 (Casete)
- 18 de diciembre de 2014 (CD)
- 10 de enero de 2015 (Digital)

## Listado de canciones

### LP
01. The Nightmare Goes On

02. Devil's Mask

03. Blue At Distance

04. Lost Again

05. The Cosmic Cry Out

06. Distress

07. Silvergreen Theme

08. Look Away & Fake (A Green Breeze's Odd Story)

Bonus Track: Half Past Dead

### Casete
01. The Nightmare Goes On

02. Devil's Mask

03. Blue At Distance

04. Lost Again (Tape Edition)

05. The Cosmic Cry Out

06. Distress

07. Silvergreen Theme

08. Look Away & Fake (A Green Breeze's Odd Story)

### CD y digital
01. The Nightmare Goes On

02. Devil's Mask

03. Blue At Distance

04. Lost Again

05. The Cosmic Cry Out

06. Distress

07. Silvergreen Theme

08. Look Away & Fake (A Green Breeze's Odd Story)